# شویتاوه
شویتاوه (به لهستانی:  Świtały) یک روستا در لهستان است که در گمینا دامنگتسا واقع شده‌است. شویتاوه ۲۳۷ نفر جمعیت دارد.